# Văn Tâm Điêu Long

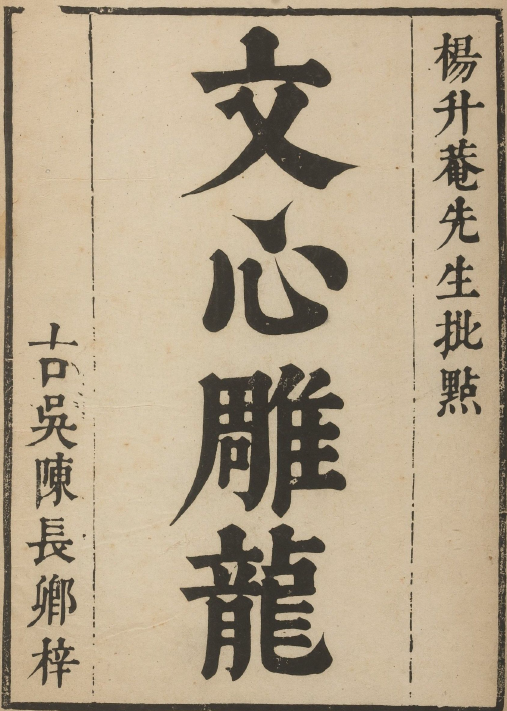
Văn Tâm Điêu Long

Văn Tâm Điêu Long (tiếng Trung: 文心雕龍; bính âm: Wén Xīn Diāo Lóng), dịch nghĩa "Cái tâm của Văn chương và Điêu khắc của Rồng", là một tác phẩm thế kỷ thứ 5 về cái đẹp của văn học Trung Hoa, được viết bởi Lưu Hiệp (劉勰), sáng tác ra 50 thiên (篇) theo các quy tắc của số học và bói toán tìm thấy trong sách Kinh Dịch. Tác phẩm cũng hướng sự chú ý và tranh luận đến bài luận Văn Phú (文賦) của tác giả Lục Cơ (陸機). Lưu Hiệp mong muốn đưa ra một quan niệm hoàn chỉnh và nhất quán đối với văn học. Một trong những ý tưởng của ông là tình cảm là phương tiện của văn học và ngôn ngữ chỉ là sản phẩm mà thôi.